# Hinterm Holz
Hinterm Holz ist eine Ortslage in der bergischen Großstadt Wuppertal. Im ersten Drittel des 20. Jahrhunderts übernahm die Ortslage den Namen des unmittelbar benachbarten, abgegangenen Vorm Holz und wird seitdem als Vorm Holz bezeichnet.

## Lage und Beschreibung
Die Ortslage liegt im Bereich der Südstraße im gedachten Schnittpunkt mit der Straße Unterer Grifflenberg im Wohnquartier Grifflenberg im Stadtbezirk Elberfeld auf einer Höhe von 187 m ü. NHN. Benachbarte Wohnplätze sind Obere Steinbeck, Mittlere Steinbeck, Im Ostersiepen, Uellenberg, Distelbeck, der Siedlungskern von Grifflenberg, von dem eine Straße zu der Ortslage führte, und das unmittelbar benachbarte Hinterm Holz.
Der ursprüngliche Wohnplatz ist heute von der Südstraße und neueren Häusern überbaut und ist seit dem ersten Drittel des 20. Jahrhunderts nicht mehr als eigenständiger Wohnplatz erkennbar. Der Name Vorm Holz ging im Laufe der Zeit auf das unmittelbar benachbarte Hinterm Holz im Bereich der heutigen Ferdinand-Schrey-Straße über, das seitdem auf Karten als Vorm Holz beschriftet wird.

## Geschichte
Der Ort geht aus einem Hof hervor, der bereits 1530 und 1557 als Holt urkundlich erwähnt wurde. Der Hof gehörte zu dieser Zeit zum Höfeverband Elberfeld, der ein Allod des Kölner Erzstifts war und sich im Amt und Kirchspiel Elberfeld befand.
Die Elberfelder Gemarkenkarte der Johann v.d. Waye aus dem Jahr 1609 zeigt den Hof als Niggels holtt, das östlich daneben liegende Vorm Holz zweigeteilt als Für dem holte und Holterhoff. Hinterm Holz ist als F.Holt auf der Topographia Ducatus Montani des Erich Philipp Ploennies aus dem Jahre 1715 verzeichnet, das östlich daneben liegende Vorm Holz als Sch. Gut (Scheuermanns Gut). Die Ansicht Elverfeldt im Prospect von Nordl. Seite zeigt Hinterm Holz aber als Vorm Holz, das östlich gelegene Vorm Holz dagegen als Scheuermanns Holz. Auf der Topographischen Aufnahme der Rheinlande von 1824 wird in der Beschriftung nicht zwischen Vorm und Hinterm Holz unterschieden, ebenso wie auf der Preußischen Uraufnahme von 1843. Dabei sind die beiden Wohnplätzen unterscheidbar eigenständig verzeichnet.
1815/16 besaß der Ort 145 Einwohner. 1832 gehörte der Ort zur Fuhrter Rotte des ländlichen Außenbezirks des Kirchspiels und der Stadt Elberfeld. Der laut der Statistik und Topographie des Regierungsbezirks Düsseldorf als Weiler kategorisierte Ort besaß zu dieser Zeit neun Wohnhäuser und 14 landwirtschaftliche Gebäude. Zu dieser Zeit lebten 121 Einwohner im Ort, elf katholischen und 110 evangelischen Glaubens.